# Wirusy onkogenne
Wirusy onkogenne, onkowirusy – wirusy związane z rozwojem nowotworu, odpowiedzialne za rozwój około 15% nowotworów złośliwych u ludzi i w jeszcze większym odsetku u zwierząt. Mechanizm kancerogenny polega na wbudowaniu własnych genów w genom gospodarza (to znaczy zaatakowanej komórki) albo na amplifikacji już uprzednio istniejących u gospodarza onkogenów.
Onkowirusy występują w dwóch różnych formach: wirusów z genomem zapisanym w DNA, jak adenowirus, a także wirusów z genomem RNA, jak wirusy białaczki ludzkich limfocytów T i kilka wirusów powszechnych u kotów, myszy i drobiu.

## Rodzaje
Wirusami onkogennymi dla człowieka są, między innymi:
- retrowirusy – nowotwór komórek krwi
- hepadnawirusy – rak wątrobowokomórkowy
- papowawirusy – brodawczak, rak skóry, szyjki macicy, sromu i odbytu
- herpeswirusy – chłoniak, rak limfocytów B, rak immunoblastyczny, rak jamy nosowo-gardłowej i rak żołądka
- onkornawirusy, Oncovirinae – podrodzina retrowirusów odpowiedzialna za powstawanie mięsaków i białaczek.

## Mechanizm
Niektóre onkogenne retrowirusy (to jest powodujące powstawanie nowotworów wirusy z materiałem genetycznym w postaci RNA) wpuszczają swój genomowy RNA do komórki gospodarza i używają odwrotnej transkryptazy (RT) tworząc komplementarne DNA (cDNA). To wirusowe cDNA, zawierające liczne sekwencje silnie amplifikujące ekspresję zawartych w nim genów (promotory LTR), jest następnie wbudowywane w genom gospodarza za pomocą tak zwanych końców lepkich. Wszystko to w celu powielenia informacji genetycznej wirusa (z wbudowanego w genom cDNA z powrotem do retrowirusowego RNA) i wytworzenia białek (kapsydu) niezbędnych do skutecznego zarażania następnych komórek. Jednakże niekiedy w tym procesie w obszar cDNA retrowirusa wbudowuje się fragment DNA gospodarza zawierający geny promujące wzrost. Te geny dla czynników wzrostowych, zwane protoonkogenami w zdrowych komórkach, stają się onkogenne z chwilą ich włączenia do genomu wirusa, ponieważ ulegają one nadmiernej transkrypcji stymulowanej przez sekwencje LTR wirusa. Powoduje to niekontrolowany wzrost i proliferację zainfekowanej komórki, prowadząc do powstawania guzów, jednocześnie namnożeniu ulega wirus zawierający onkogen. Opisano liczne onkogeny w genomach transformujących retrowirusów, zwanych w tym wypadku ostro transformującymi. 
Inne onkogenne retrowirusy powodują transformację nowotworową komórek poprzez wbudowanie się w genom gospodarza w pobliżu protoonkogenu(-ów). Wówczas wirusowe LTR promują transkrypcję nie tylko genów wirusa, ale także sąsiedniego protoonkogenu. Działanie promujące sekwencji LTR jest skierowane na geny wirusa i pobliskie protoonkogeny (będące po wbudowaniu wirusa już właściwie onkogenami) są promowane do transkrypcji niejako „przy okazji”, a przez to też słabiej. Stąd też ten typ wirusów nazywa się powolnie transformującymi, gdyż przemiana nowotworowa z ich udziałem charakteryzuje się długim okresem latencji.

## Wirusy DNA
- Wirus brodawczaka ludzkiego (HPV) powoduje transformację komórek poprzez interferencję z białkami hamującymi rozwój guzów, jak np. p53. Blokowanie białka p53 umożliwia wirusowi replikację poprzez wymuszenie na komórce gospodarza wejścia w fazę S cyklu komórkowego, a to z kolei może wywołać przemianę nowotworową komórki[1]. Zwiększa to ryzyko np. raka szyjki macicy.
- Human herpes virus 8 (HHV8) jest związany z rozwojem mięsaka Kaposiego[2]
- Wirus Epstein-Barr (EBV, także HHV4) jest powiązany z czterema typami nowotworów.

## Wirusy RNA
Nie tylko wirusy DNA są przyczyną karcynogenezy. Niektóre wirusy RNA także są powiązane z tym procesem, na przykład Wirus zapalenia wątroby typu C (HCV) lub HTLV-1.

## Tabela poglądowa
| Wirus                                   | Powiązane typy nowotworu                                                                        |
| --------------------------------------- | ----------------------------------------------------------------------------------------------- |
| Wirusy zapalenia wątroby (HBV i HCV)    | Rak wątrobowokomórkowy (HCC)                                                                    |
| HTLV-1                                  | Tropikalna spastyczna parapareza i białaczka dorosłych limfocytów T (ATL)                       |
| Wirus brodawczaka ludzkiego             | Rak szyjki macicy, skóry, odbytu i prącia                                                       |
| Kaposi’s sarcoma-associated herpesvirus | Mięsak Kaposiego i Body cavity lymphoma                                                         |
| Wirus Epsteina-Barr                     | Chłoniak Burkitta, Ziarnica złośliwa, B lymphoproliferative disease i Rak jamy nosowo-gardłowej |